# Руново (Новосокольнический район)
Руново — деревня в Новосокольническом районе Псковской области России. Входит в состав Маевской волости.

## География
Руново находится у реки Насва и озера Большие Насцы.
Расположена в 40 км к северо-западу от города Новосокольники.

## Население
| 2001 | 2002 | 2010 |
| ---- | ---- | ---- |
| 217  | ↘193 | →193 |

Численность населения деревни по оценке на начало 2001 года составляла 217 человек.

## История
В деревне после 1945 года жил Иван Антропович Бойков, полный кавалер ордена Славы
С января 1995 до апреля 2015 года деревня была административным центром ныне упразднённой Руновской волости. 